# Aïn el Aouda
Aïn el Aouda (arabisch عين العودة, DMG ʿAin al-ʿAuda; Zentralatlas-Tamazight ⵄⵉⵏ ⵄⵡⴷⴰ) ist eine schnell wachsende Mittelstadt mit etwa 100.000 Einwohnern in der Präfektur Skhirate-Témara in der Region Rabat-Salé-Kénitra im Nordwesten Marokkos.

## Lage und Klima
Die Stadt Aïn el Aouda liegt westlich des Oued Mechra im Nordwesten der Landschaft des Zaer in einer Höhe von ca. 240 m. Die marokkanische Hauptstadt Rabat ist nur gut 25 km (Fahrtstrecke) in nördlicher Richtung entfernt; die Stadt Rommani, der Hauptort des Zaer, befindet sich ca. 50 km südöstlich. Das Klima ist gemäßigt; Regen (ca. 700 mm/Jahr) fällt überwiegend im Winterhalbjahr.

## Bevölkerung
| Jahr      | 1994   | 2004   | 2014   | 2024   |
| Einwohner | 13.708 | 25.105 | 49.816 | 98.502 |

Ein Großteil der heutigen Bevölkerung ist berberischer Abstammung und verstärkt seit den 1960er Jahren aus den Berg- und Wüstenregionen Marokkos zugewandert.

## Wirtschaft
Erst während der Französischen Kolonialzeit begann die Stadtentwicklung, die sich nach der Unabhängigkeit Marokkos (1956) noch verstärken sollte. Die Wirtschaft ist immer noch in hohem Maße landwirtschaftlich geprägt, doch ist vor allem die Jugendarbeitslosigkeit sehr hoch.

## Geschichte und Sehenswürdigkeiten
Aufgrund der erst seit etwa 100 Jahren dokumentierten Geschichte des Ortes fehlen historische Angaben. Bis ins frühe 20. Jahrhundert war die heutige Stadt kaum mehr als ein Bauerndorf. Der moderne und schnell wachsende Ort hat keine historisch oder kulturell bedeutenden Sehenswürdigkeiten.